# Mulik
Mulik – jezioro w gminie Giżycko, w powiecie giżyckim, w woj. warmińsko mazurskim zlokalizowane na Szlaku Wielkich Jezior Mazurskich. Nad jeziorem położona jest miejscowość Kozin. Jezioro słynie z siedlisk lina i szczupaka.
Mulik jest połączony z jeziorem Jagodnym, zaś na przesmyku Kula położonym między jeziorami Jagodne i Bocznym było dawniej pruskie osiedle obronne (obecnie widoczne są tam pozostałości cmentarza ewangelickiego).